# Inverness (Kalifornien)
Inverness ist ein census-designated place (CDP) in Marin County im US-Bundesstaat Kalifornien mit 1379 Einwohnern (Stand: 2020). Inverness liegt am Westufer der Tomales Bay, die südöstlich entlang der Linie der San-Andreas-Verwerfung verläuft. Umgeben von der Point Reyes National Seashore, ist es hauptsächlich eine Wohngemeinde mit wenig Gewerbe außer dem Tourismus.

## Geschichte
Die Stadt liegt etwa 15 Meilen von Drake’s Bay am Pazifik entfernt, benannt nach Sir Francis Drake, der die Küste im 16. Jahrhundert erforschte. Obwohl Drakes offizielles Logbuch verloren gegangen ist, beschrieb das Logbuch des Schiffsarztes die Landung in einem Gebiet, das ihn an die Weißen Klippen von Dover erinnerte. Drake’s Bay ist von ähnlich aussehenden Klippen umgeben, was viele zu der Annahme veranlasst, dass das Schiff hier gelandet ist.
Die Region ging in den Besitz von James Shafter über, der in den 1890er Jahren begann, das Gebiet zu erschließen. Es wurde zu einer Sommerfrische, zu der Leute aus San Francisco und Oakland kamen, um in der Tomales Bay zu zelten, zu wandern und zu schwimmen. Viele bauten kleine Sommerhütten, die heute noch existieren. Kleine Dampfboote brachten Tagesausflügler die Bucht hinunter zu abgelegenen Stränden. Sie legten vom Bootshaus von Brock Schreiber ab, das erhalten geblieben ist und mit seinem auffälligen Schild „Launch for Hire“ ein markantes lokales Wahrzeichen darstellt.

## Demografie
Nach der Volkszählung von 2010 leben in Inverness 1304 Menschen. Die Bevölkerung teilt sich 2019 auf in 89,9 % nicht-hispanische Weiße, 26,3 % Afroamerikaner, 0,4 % amerikanische Ureinwohner, 1,2 % Asiaten, 0,2 % Ozeanier und 1,5 % mit zwei oder mehr Ethnizitäten. Hispanics oder Latinos machten 6,1 % der Bevölkerung aus. Das mittlere Haushaltseinkommen lag 2017 bei 72.842 US-Dollar und die Armutsquote bei 4,9 %.